# Torre de Guet

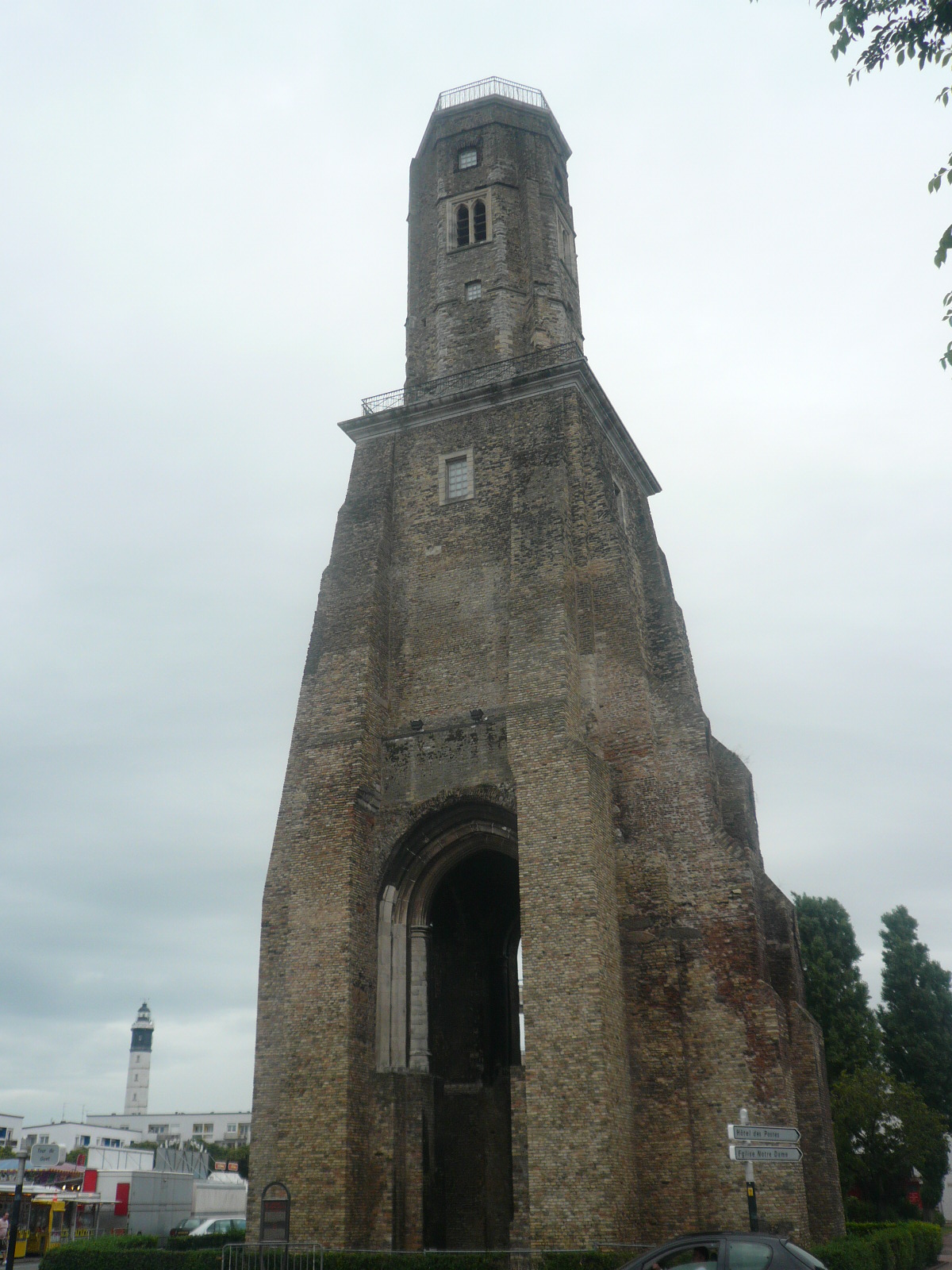
Torre de Guet en Calais, Francia. Al fondo se puede ver el faro de Calais.

La Torre de Guet (en francés: Tour du Guet, en español: torre de vigía) es una atalaya que fue parte de la fortificación que defendía la ciudad de Calais, departamento de Paso de Calais, Francia. Fue construida durante el siglo XIII y en ella estuvo instalado un faro desde 1818 hasta 1848. Es Monumento histórico de Francia desde 1931.